# Дезідеріу Якобі
Дезідеріу Якобі (рум. Dezideriu Iacobi, угор. Dezső Jakobi, 23 березня 1900 — 5 жовтня 1924) — румунський футболіст, захисник.

## Біографія
З 1921 року грав за клуб «Хаггібор» (Клуж).
Дезідеріу Якобі зіграв у першому офіційному матчі національної збірної Румунії на Кубку короля Олександра 8 червня 1922 року проти Югославії.
Зі збірною Румунії мав поїхати на літні Олімпійські ігри 1924 року у Парижі. Під час поїздки румуни домовились зіграти 20 травня у Відні проти австрійців, програвши 1:4.
Цей матч став примітним, оскільки це був перший матч в історії румунської збірної, в якому була зроблена заміна — на 46-й хвилині замість травмованого Дезідеріу Якобі вийшов Кароль Фрех. Через отриману травму Якобі залишився госпіталізованим в австрійській лікарні де не мав достатнього лікування, через що у нього розвилась септицемія, від якої він помер 5 жовтня 1924 року після довгих страждань у віці лише 24 років.
| Міжнародні виступи | Міжнародні виступи | Міжнародні виступи | Міжнародні виступи | Міжнародні виступи | Міжнародні виступи | Міжнародні виступи |
| #                  | Дата               | Місце проведення   | Суперник           | Рахунок            | Турнір             |                    |
| ------------------ | ------------------ | ------------------ | ------------------ | ------------------ | ------------------ | ------------------ |
| 1.                 | 8 червня 1922      | Белград, Югославія | Югославія          | 2–1                | Товариський матч   |                    |
| 2.                 | 10 червня 1923     | Бухарест, Румунія  | Югославія          | 1–2                | Товариський матч   |                    |
| 3.                 | 1 липня 1923       | Клуж, Румунія      | Чехословаччина     | 0–6                | Товариський матч   |                    |
| 4.                 | 2 вересня 1923     | Львів, Польща      | Польща             | 1–1                | Товариський матч   |                    |
| 5.                 | 20 травня 1924     | Відень, Австрія    | Австрія            | 1–4                | Товариський матч   |                    |